# هاشينوهي سانشا تايساي
هاشينوهي سانشا تايساي (八戸三社大祭) هو مهرجان ياباني يقام سنويا الفترة من 31 يوليو إلى 4 أغسطس في هاتشينوه، محافظة أوموري، اليابان. تتمحور طقوس المهرجان حول ثلاثة مزارات شنتو: مزارات أوغامي، وشينرا، ومزارات شينمي. يتميز المهرجان بموكب مكون من سبعة وعشرين عربة وثلاثة محفات (ميكوشي) محمولة أيضًا في الشوارع. يعود تاريخ المهرجان إلى مائتين وتسعين عامًا، وفي عام 2004 صنف ضمن الممتلكات الثقافية الشعبية غير المادية المهمة.

يقام في ضريح تشوجاسان شينرا في 2 أغسطس من كل عام بطولة كيبا داكيو السنوية، وهو حدث داكيو تقليدي على طراز كاغامي حصريًا في هاشينوهي ومحافظة ياماغاتا ووكالة رعاية القصر الإمبراطوري.